# Arto Aas

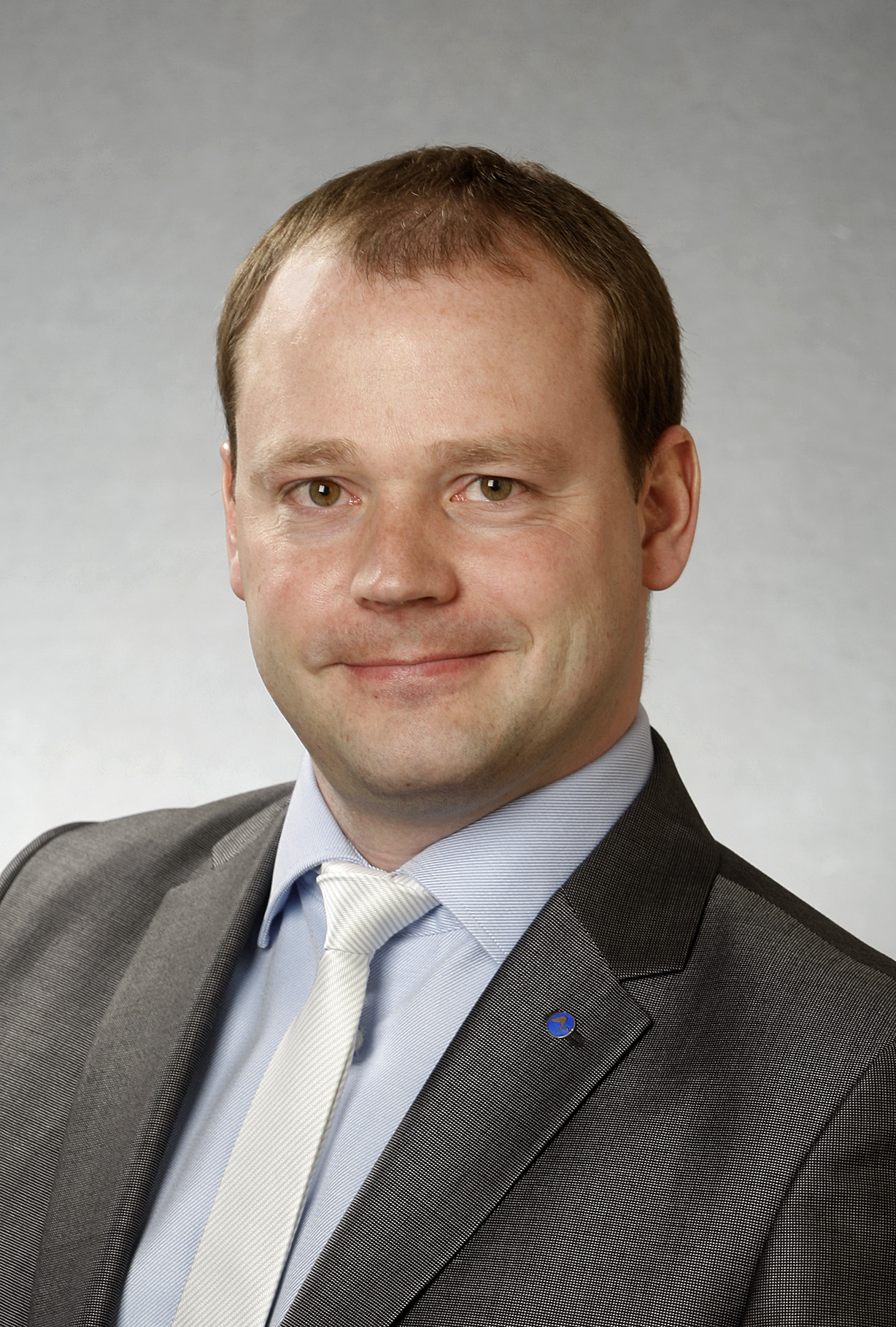
Arto Aas (2011)

Arto Aas (* 9. Juni 1980 in Tallinn) ist ein estnischer Politiker. Er gehört der liberalen Reformpartei an. Vom 9. April 2015 bis zum 23. November 2016 war Aas Minister für öffentliche Verwaltung der Republik Estland.

## Leben
Arto Aas besuchte von 1986 bis 1992 das Gustav-Adolf-Gymnasium und von 1992 bis 1998 das Realgymnasium in Tallinn. Anschließend studierte er bis 2003 Verwaltungswissenschaft an der Technischen Universität Tallinn.

### Politik
1998 trat Aas der liberalen Reformpartei bei. Von 1999 bis 2001 war Aas Referent der liberalen Fraktion im Stadtrat von Tallinn. 2001/2002 war er Berater des stellvertretenden Tallinner Bürgermeisters.
Von 2002 bis 2007 arbeitete Aas als Wahlkampfmanager der Reformpartei. Anschließend war er bis 2011 Büroleiter von Ministerpräsident Andrus Ansip in der estnischen Staatskanzlei.
2011 wurde Aas als Abgeordneter in das estnische Parlament (Riigikogu) gewählt. Er war dort u. a. Vorsitzender des Wirtschaftsausschusses und des Ausschusses für die Angelegenheiten der Europäischen Union.
Vom 9. April 2015 bis zum 23. November 2016 war Arto Aas im Kabinett von Ministerpräsident Taavi Rõivas Minister für öffentliche Verwaltung der Republik Estland. Anschließend kehrte er als Abgeordneter in das estnische Parlament zurück.